# Living the Classical Life
Living the Classical Life (Klassik leben) ist eine von Elyria Pictures produzierte englischsprachige Sendereihe über Musiker bzw. mit Musikern klassischer Musik (auch moderner) und Vertretern ihres musikalischen Umfeldes, in der der US-amerikanische Pianist Zsolt Bognár verschiedene, teils recht intensive und informative Interviews mit seinen internationalen Gästen führte und interessante Einblicke in das Musikleben allgemein – und insbesondere dem der Vereinigten Staaten – liefert.

## Geschichte
Der US-amerikanische Pianist Zsolt Bognár ungarisch-philippinischer Abstammung war 2011 Mitbegründer dieser Produktion von Elyria Pictures, die er auch moderiert. In der Reihe gibt es ausführliche und detaillierte auf Englisch geführte Musiker-zu-Musiker-Gespräche mit Gästen wie Vladimir Ashkenazy, Joyce DiDonato, Daniil Trifonov, Yuja Wang, John Corigliano, Deborah Voigt, Yefim Bronfman sowie jüngeren aufstrebenden Künstlern wie dem Geiger Andrea Cicalese oder dem Pianisten Alexander Malofejew zu sehen. Bis August 2024 wurden mehr als 120 Episoden veröffentlicht, die auf dem YouTube-Kanal der Serie viele Male aufgerufen wurden. Die Episode mit dem Pianisten Marc-André Hamelin beispielsweise wurde beim Gilmore Musikfestival in Kalamazoo, Michigan, uraufgeführt.  2018 wurde Living the Classical Life mit dem Classical Post Award für den innovativsten Moderator – Medien ausgezeichnet.
Der Trailer für die preisgekrönte Serie, die im New Yorker und in der New York Times vorgestellt wurde, zeigt beispielsweise in der Reihenfolge ihres Auftritts: Michelle Cann, Kent Nagano, Lars Vogt, Yuja Wang, Joyce DiDonato, Daniil Trifonov, Emmanuel Pahud, Marius Neset, Mischa Maisky, Neeme Järvi, Anne-Sophie Mutter, Paavo Järvi, Victoria Randem, Maria João Pires.
Vielen der Sendungen ist ein im Youtube-Titel eine Sentenz aus dem Interview vorangestellt, beispielsweise “If you go for fame, you have a problem” („Wenn du nach Ruhm strebst, hast du ein Problem“) bei Vladimir Ashkenazy, oder dem Interviewer gelingt es, interessante Einblicke in das Innere der Musiker zu eröffnen, beispielsweise den Einfluss eines Klavierwerks von Arnold Schönberg auf den jungen Pianisten und Komponisten Daniil Trifonov. Einige der Sendungen sind mit deutschen Untertiteln zu sehen, beispielsweise die mit Daniil Trifonov.

## Interviewte Personen
Zu den bisherigen Gästen gehörten (nach Fächern usw.):
Gesang:
Martina Arroyo,
Lawrence Brownlee,
Lucy Dhegrae,
Joyce DiDonato,
Anthony Roth-Costanzo,
Melissa Errico and the Broadway World,
Christian Gerhaher,
Susan Graham,
Nathan Gunn,
Samuel Hasselhorn,
Isabel Leonard,
Bejun Mehta,
Jennifer O’Loughlin,
Lisette Oropesa,
Ailyn Pérez,
Victoria Randem,
Golda Schultz,
Nadine Sierra,
Deborah Voigt,
Robert White
Komponisten, Dirigenten:
Bruce Adolphe,
Vladimir Ashkenazy,
Matthew Aucoin,
John Corigliano,
Manfred Honeck,
Kristjan Järvi,
Neeme Järvi,
Paavo Järvi,
Lowell Liebermann,
Susanna Mälkki,
Kent Nagano,
Gianandrea Noseda,
Francisco Núñez,
Carlos Miguel Prieto,
Jukka-Pekka Saraste,
Case Scaglione,
Jeannette Sorrell
Künstlerische Leiter:
Kate Sheeran,
David Stull,
Pierre van der Westhuizen
Autoren, Produzenten, Verleger:
Mark Ainley und die "Piano Files",
Marcus Felsner – Künstler-Manager,
Christopher O’Riley – Gastgeber von „From the Top“ im NPR
Tim Page,
Joseph Patrych – Plattenproduzent,
Donald Rosenberg,
Wolf-Dieter Seiffert – Verleger, G. Henle Verlag,
Jan Swafford
Klavier:
David Aladashvili,
Leif Ove Andsnes,
Vladimir Ashkenazy,
Emanuel Ax,
Seymour Bernstein,
Yefim Bronfman,
Michelle Cann – über das Leben,
Michelle Cann – über Florence Price,
Zlata Chochieva,
Jeremy Denk,
Robert Durso und die Taubman-Methode,
Tanya Gabrielian,
Gary Graffman,
Marc-André Hamelin,
Sir Stephen Hough,
Ilya Itin,
Mari Kodama,
Alexandre Kantorow,
Nicholas King,
Dmitri Levkovich,
Jerome Lowenthal,
Christina & Michelle Naughton,
Christina & Michelle Naughton bei der Aufführung,
Christopher O’Riley,
Caroline Oltmanns,
Paul Schenly,
Peter Takács,
Lars Vogt,
Jean-Yves Thibaudet,
Daniil Trifonov,
Yuja Wang,
Brian Zeger
Organisten:
Paul Jacobs
Ensembles:
Artemis Quartett,
Jupiter String Quartet,
Jupiter String Quartet bei der Aufführung,
Christina & Michelle Naughton – Klavier,
Christina & Michelle Naughton – bei der Aufführung
Violine:
Alena Baeva,
Lisa Batiashvili,
Joshua Bell,
Andrea Cicalese,
Karen Gomyo,
Jennifer Koh,
Anne Akiko Meyers,
Anne-Sophie Mutter,
Rachel Barton Pine,
Filip Pogády
Viola:
Roger Chase
Cello:
Zuill Bailey,
Nicholas Canellakis,
Oliver Herbert,
Steven Isserlis,
Johannes Moser,
Merry Peckham,
Joshua Roman – 2011,
Joshua Roman – 2020,
Eckart Runge,
Astrid Schween,
Brian Thornton,
Jan Vogler,
Alisa Weilerstein
Saiteninstrumente:
Yolanda Kondonassis – Harfe
Schlagzeug:
Ross Karre
Blechbläser & Holzbläser:
Franklin Cohen – Klarinette,
Stefan Dohr – Horn,
Alex Klein – Oboe,
Marius Neset – Saxophon,
David Orlowsky – Klarinette,
Emmanuel Pahud – Flöte,
Jörg Widmann – Klarinette